# Alocasia maquilingensis
Alocasia maquilingensis är en kallaväxtart som beskrevs av Elmer Drew Merrill. Alocasia maquilingensis ingår i släktet Alocasia och familjen kallaväxter. Inga underarter finns listade.